# Пьянкова, Таисья Ефимовна
Таи́сья Ефи́мовна Пьянко́ва (6 сентября 1935, Новосибирск — 5 июля 2025, Новосибирск) — сибирская писательница, поэтесса, сказительница, член Союза писателей России.
Необычность и ценность творчества самобытного сибирского автора Таисьи Пьянковой характеризуют слова известного советского поэта Сергей Михалков написанные им в рецензии на её книгу сказов «Берегиня»: «Ваша работа — подвиг писателя. Книги Ваши будут жить, и благодарный читатель их будет перечитывать. Так нужны нам сегодня народные сказы, сказки, былины, песни народные, притчи — всё то, что создавал наш русский народ!..».

## Биография
Родилась в Новосибирске 6 сентября 1935 года. В 2-х летнем возрасте лишилась отца, который, будучи в звании старшего лейтенанта, проходил службу в должности начальника штабной шифровальной службы 134-й авиабригады Сибирский военный округ, дислоцировавшейся на станции Обь. Был расстрелян как враг народа 28 октября 1937 года и оправдан определением Военной Коллегии Верховного Суда СССР 26 мая 1956 г. за отсутствием состава преступления.
В 6 лет Таисья Пьянкова также осталась и без матери, которая не перенесла гонений, как жена врага народа. «После того, как отца расстреляли в 37-м году, мама закрылась в своём горе и забыла про нас, жили мы у бабушки, Барановой Елизаветы Ивановны», — вспоминает Таисья Ефимовна. Бабушка знала, ценила, любила народную речь, походя, пользовалась народной мудростью — присказками, поговорками. Поэтому Тая не могла не воспринять от неё этот язык, эту музыку слова. Будучи маленькой девочкой, она частенько пряталась в укромном месте — за бабушкиным сундуком и что-то себе шептала под нос. «Услышу новое слово и давай его разбирать, прислушиваться, как оно звучит само по себе и с другими словами вместе», — рассказывает сказительница. Люди замечали необычное поведение ребёнка, но определяли состояние девочки простой нехваткой ума. Никто и никогда не показывал её специалистам, хотя Тая часто жаловалась на головные боли. Годам к восьми боли утихли, но зато она только что не говорила стихами. Так в глубоком детстве формировался её будущий творческий метод работы со словом.
«Я никогда не делала фольклорных записей. Зато слышала каждое народное слово и запоминала навсегда, не пользуясь справочниками и записями. Только что не с младенчества, по звучанию каждого слова пыталась осознать его значение более широко: делила на части, сопрягала, рифмовала — кроила на свой лад… Это занятие не было игрой, а, составляя мою сущность, тревожило днями, снилось по ночам. Такое состояние можно назвать бредом, сомнамбулизмом, а скорее пребыванием одновременно в двух мирах».
Сложные жизненные обстоятельства (на попечении бабушки оказалось двое маленьких детей) вынудили отдать младшего ребенка в детский дом. За несколько лет маленькая Тая прошла 7 детских домов в Новосибирской области. Информация из Гос. архива Новосибирского облисполкома (Сектор детских домов):
В имеющихся на хранении в Гос. Архиве Новосибирского облисполкома (сектор детских домов) в списках воспитанников Мало-Красноярского детского дома Кыштовского района НСО с августа месяца 1949 г. числится Пьянкова Таисья Ефимовна 1035 г.р. Прибыла из Татарского детприёмника. До этого (со слов Пьянковой Т. Е.) июнь-июль 1949 г. бродяжничала. Затем находилась с 01.04. 1950 г. в Биазинском детском доме.
Имеются сведения: «В д/домах находится с 1942 г.»
С 01. 09. 1950 года находится в Болотнинском д/доме № 1, НСО откуда направляется в ремесленное училище № 14 в г. Новосибирск.
Другими данными облгосархив не располагает.

Со слов Пьянковой Т. Е., в 1942 г. она находилась в детдоме деревни Казачий Мыс, Татарского района НСО; в 1943 г. — в Бердском детском доме НСО; в 1948 г. — в детском туберкулёзном санатории г. Татарска, НСО.
(Архивные документы: Ф −1366, Оп.3, Д. 213, Л. 100, Д. 214, Л. 207, Д.244, Л. 310, Д,245, Л.194, Д.249, Л.176, Д.251. Л. 82, Д.257, Л.64об.).
Частые обиды и даже побои научили защищать себя, еще больше закалили её свободолюбивый характер. Годам к 12 детдомовские парнишки твёрдо знали, что с Пьянковой лучше не связываться… (Об этом тяжелейшем периоде её жизни Таисья Пьянкова вспоминает в своей автобиографической повести «Я дочь врага народа», опубликованной в сборнике «За гранью»).
После окончания Новосибирского ремесленного училища № 14 она оказалась на Новосибирском заводе (почтовый ящик). Работала сборщиком, контролёром, химиком-лаборантом. Одновременно — учеба в вечерней школе, занятия в которой её нисколько не привлекали. Поступление в художественное училище на заочное отделение тоже не оказалось её призванием, хотя многие оценили её художественные способности. Самым главным в тот период её жизни была поэзия. Кроме поэзии она ни о чём больше не мечтала.
Выйдя замуж, уехала с мужем в Красноярский край, родила сына. Семейная жизнь не сложилась и, спустя год, она вернулась с ребёнком обратно в Новосибирск. Работала кассиром в магазине, затем воспитателем в детском саду завода «Сибсельмаш», цеховым художником-оформителем того же завода. Но все её свободное время было отдано поэзии.
В 1962 году появилась её первая публикация — стихотворение «Весеннее равноденствие» (журнал «Сибирские огни», 1962, № 3). Со стихами и прозой она выступала в журналах «Сибирские огни», «Юность», «Сибирская горница». Вдруг, однажды осознав, что многие её стихи однородны со стихами проходных поэтов, оставив только несколько стихов, прочие сожгла.
Умерла 5 июля 2025 года в возрасте 89 лет.

## Творчество
Многолетняя кропотливая работа со словом, наконец, привела её к сказам. Первые сказы появились в 1969 году. «Перепробовала себя во всех литературных жанрах», пока не попала в поле зрения сибирского фольклориста А. Мисюрева, после чего он порекомендовал несколько её сказов журналу «Сибирские Огни». Её первая прозаическая публикация — сказ «Таёжная кладовая» был напечатан в 3-м номере журнала за 1973 год.
В 1980 году увидела свет её первая книга «Кирьянова вода», в 1985 — следующая — «Недолин дом».
Весной 1988 года Таисью Пьянкову принимают в Союз писателей СССР.
Есть также в трудовой биографии Таисьи Ефимовны работа на Оловозаводе Новосибирска, 2 года работы комендантом Новосибирской писательской дачи. В 1990 году она уходит на пенсию.
Из-за серьёзной болезни сына переезжает из Новосибирска в село Усть-Чём, Искитимский район, Новосибирская область. После смерти сына слабое здоровье не позволяет ей жить в деревне, и в 2013 году она возвращается в Новосибирск и поселяется в Доме ветеранов, где продолжает прежнее любимое дело — писательство.

## Трудовая деятельность (из трудовой книжки Пьянковой Т. Е.)
1. Учёба в ремесленном училище с 1 октября 1950 г. по 27 июля 1952 г.
2. мобилизована для работы на завод п/я 159 (цех 5) с 27 июля 1952 г. на основании Указа Президиума Верховного совета СССР от 2.10. 1940 года, на срок с 27.7.52 г. по 27.7.56 г.
по специальности — радиомонтажница.
3. Переведена там же контролёром ОТК 1.11.1952 г.
4. Переведена там же монтажницей приказом по цеху 10.12.1962 г.
5. Переведена в цех № 9 химиком-лаборантом 21. 3. 1961 г.
6. Уволена по ст. 47 п. «А» КЗОТ (Заявление от 10.3. 1964 г.).
7. Б-Муртинский Бытпромкомбинат, Красноярского края. Принята на должность мастера дамского верхнего платья 30.5.1964 г.
8. 29. 7. 1964 г. уволена в связи с отъездом на новое место жительства.
9. Принята в г. Новосибирске на должность кассира магазина 12 Левобережного пищеторга.
10. уволена по собственному желанию 4.11.1964 г.
11. ЖКО завода «Сибсельмаш». 27.11.1964 г. зачислена в детский сад № 198, воспитателем.
12. Переведена в сборочный цех 16 того же завода — маляром 4.10.1966 г.
13. Считать в цехе бригадиром 4 разряда с 1.11. 1967 г.
14. Уволена по ст. 16 — 31.1.1972 г.
15. Мебельный комбинат № 2. Принята на работу в РСУ маляром-художником по 5 разряду.
16. Уволена по собственному желанию 26.6 1972 г.
17. 3. 7.1972 г. принята маляром 5 разряда на металлобазу управления «Запсибчерметснабсбыт».
18. Уволена по ст. 31 КЗОТ РСФСР 3.1.1979 г.
19. Управление механизации № 2 принята маляром 6 разряда 8. 1. 1979 г.
20. Уволена по собственному желанию. Ст. 31 КЗОТ. 18.4.1979 г.
21. Отдел вневедомственной охраны ОВД Кировского райисполкома, г. Новосибирска. Принята бригадиром 20.4. 1979 г.
22. Уволена по ст. 31 КЗОТ РСФСР 11.6.1979 г.
23. Управление «Запсибметаллоснабсбыт». Принята маляром 5 разряда 11.6.1979 г.
24. Переведена художником оформительских работ 16. 7.1982 г.
25. Уволена по ст. 31 2.7.1984 г.
26. 26.12.1984 г. Принята в плавильный цех Новосибирского оловозавода свальщиком-выгрузчиком 2 разряда.
27. Уволена по собственному желанию — ст. 31 КЗОТ РСФСР — 10.10.1988 г.
28. Принята комендантом писательской дачи-пансионата — 21.10. 1988 г.
29. 12.9.1990 г. уволена в связи с уходом на Персию по возрасту.
30. С марта месяца 1962 г. в связи с первой публикацией в журнале «Сибирские Огни» обретает право на писательский стаж, в марте же 1988 г. становится членом Союза Писателей СССР, затем — РФ и до сих пор продолжает работать в области литературы.

## Общественно-литературная деятельность
- 1988 г. — руководитель семинара Всесоюзного творческого объединения молодых писателей-фантастов (ВТО МПФ), г. Ялта.
- 1989 г. — руководитель семинара Всесоюзного творческого объединения молодых писателей-фантастов (ВТО МПФ), г. Тирасполь.
- С 1974 по 1980 г.г. руководитель юношеского литературного объединения «Молодость» при Доме культуры им. Клары Цеткин завода «Сибсельмаш», г. Новосибирска.
- 2013 г.- председатель жюри I-го фестиваля народного творчества «Жарки Сибирские» (г.Искитим. Новосибирская обл.)

## Сказы
- Кликуша
- Алена-травяница
- Нечистая троица
- Таёжная кладовая
- Пройда
- Оглядкин подарок
- Старик-Боровик
- Паучиха
- Федорушка седьмая
- Майкова яма
- По Зинке звон
- Ведьма
- Федунька-самодрыг
- Пантелей Звяга
- Недолин дом
- Миливонщица
- Кирьянова вода
- Акентьево озеро
- Медведко
- Соболёк-королёк
- Золотая ворона
- Змеиный полой
- Летаса гнутый
- Чёрная барыня
- Чужане
- Берегиня
- Земляной дедушка
- Онегина звезда
- Тараканья заимка
- Куманьково болото
- Память выдумки
- Паромщиковы бредни:

1. Старина начальная — Лекарь.
2. Старина другая — Духов день.
3. Старина дальнейшая — Азария.
4. Старина остатная — Водяной
- Спиридонова досада

### Примеры содержания сказов
Таисья Пьянкова впервые осуществила написание Сибирских сказов архитипичного изложения, где персонажи делятся на антропоморфных и зооморфных.
- Золотая ворона — хранительница таёжных богатств, вечная нежить, старуха способная оборачиваться золотой вороною, заманивать одинокого охотника в лесную глушь, где, уставшего, осиливает и выклёвывает ему глаза. Через это злодейство она становится молодой и, как прежде, остаётся в своей роли.
- Медведко — медведь, подкинувший своего медвежонка людям, чтобы те вылечили от недуга малыша. Его находит в берлоге, в образе мальчика, идущий на охоту парень Гавря. И без того в полуголодную семью принимает сироту, старанием своим помогает мальцу избавиться от хвори и как-то берёт его с собой на охоту. Там, с появлением медведя, он и понимает, что произошло. Благодарный медведь, конечно, в долгу не остаётся.
- Миливонщица — название горы, внутри которой якобы находится девица с нянькой-козою. Девица ждёт отца. Только он способен освободить дочку из неволи. В горе имеется комната, в комнате сундук полный всякой дорогой утвари.
- Земляной дедушка — старик, который в тайне от людей, в лесной Пади, из простых камней выжигает самоцветы и прячет их, чтобы не соблазнять людей. Но цель его иная: он стремится извлечь из камня каменную кровь. Она нужна старику для того, чтобы, наконец, избавиться от бессмертия — он за грехи наказан вечностью.
- Тараканья заимка — так прозван селянами хутор, где живёт портной Корней Мармуха с братом Тихоном. Поскольку Корней крайне некрасив,

то желания появляться на людях у него нет. Противно брату ведёт себя Тихон. Он гуляка и лодырь. Такие же у него и друзья, хотя каждый о себе высокого мнения. Они пьют-веселятся за счёт трудяги Корнея. За добрую душу и ловкие руки Корнея полюбила красавица Юстинка, про которую судачили, что она колдунья…

## Повесть
Повесть — «Я дочь врага народа».

## Сказки
- Небылица о княжне, да о старом колдуне
- Шут гороховый
- Про кота
- Луныш
- Муха
- Царь Матвей и князь Аггей

## Поэзия
- Лирика
- Детские

## Публикации
- 1962 г. — сказ — журнал «Сибирские Огни» № 3, Новосибирск;
- 1973 г. — сказ — журнал «Сибирские Огни» № 3, Новосибирск;
- 1980 г. — книга «Кирьянова вода» — Западно-сибирское книжное издательство, Новосибирск;
- 1983 г. — сказ — журнал «Сибирские Огни» № 7, Новосибирск;
- 1985 г. — книга «Недолин дом» — Западно-сибирское книжное издательство, Новосибирск;
- 1990 г. — сказ — сборник фантастики «Листья времени» — «Молодая гвардия», Москва;
- 1990 г. — сказ — сборник фантастики «Время покупать черные перстни» — «Молодая гвардия», Москва;
- 1991 г. — сказ — сборник фантастики «Слушайте звёзды» — «Молодая гвардия», Москва;
- 1991 г. — сказ — сборник «Антология Советской сказки» — «Молодая гвардия», Москва;
- 1991 г. — сказ — сборник сказов «Сибирские сказы» — [ISBN 5-7620-0309-4] Новосибирское книжное издательство, Новосибирск. Серия: Библиотека журнала «Сибирские огни». Книгу составили сказы П. Бажова, А. Мисюрева, И. Ермакова, Т. Пьянковой, В. Галкина.
- 1993 г. — книга «Сибирские сказы» — ISBN 5-85513-022-3 — издательство «Тимур», Новосибирск;
- 1994 г. — сказ — журнал «Юность» № 8, Москва;
- 1995 г. — сказ — журнал «Юность» № 4, Москва;
- 1997 г. — биографическая статья — словарь «Русские писатели» — издательский дом «Сибирская Горница», Новосибирск;
- 2000 г. — стихотворное переложение Евангелия с благословения Епископа Новосибирского и Бердского Сергия — во втором, третьем и четвёртом номерах журнала издательства «Сибирская Горница», Новосибирск;
- 2004 г. — книга «Берегиня» — ISBN 5-7620-1037-6 — Издательство «Кузбасская книга», Кемерово; (Книга выпущена Межрегиональной ассоциацией «Сибирское соглашение» в рамках проекта «Сохранение и развитие духовных, исторических и культурных ценностей народов, населяющих Сибирь»).
- 2006 г. — повесть «Я дочь врага народа» — сборник рассказов и повестей «За гранью» — издание Новосибирского отделения Союза Писателей РФ;
- 2011 г. — книга «Онегина звезда» — издательство «Приобские ведомости», Новосибирск.